# Dimitri Tikovoi
Dimitri Tikovoï (* 10. prosince 1972 Paříž) je francouzský diskžokej a hudební producent.
Pochází z divadelnické rodiny. Od dětství hrál na bicí. Je autorem projektu Trash Palace, který v roce 2002 vydal album Positions. Na albu hostovali například Brian Molko, Asia Argento nebo John Cale. Tikovoï s Calem spolupracoval i v následujícím roce na albech 5 Tracks a HoboSapiens. I s Molkem spolupracoval i při dalších příležitostech, například na albu Meds (2006) jeho domovské skupiny Placebo. V roce 2014 byl jedním z producentů alba Give My Love to London zpěvačky Marianne Faithfullové. Během své kariéry spolupracoval s mnoha dalšími hudebníky, mezi které patří například Ed Harcourt, Peter Kingsbery, Sophie Ellis-Bextor, Guesch Patti nebo skupiny The Horrors, The Libertines a The Dykeenies.

## Diskografie
| Rok  | Interpret               | Album                              | Příspěvek                                                       |
| ---- | ----------------------- | ---------------------------------- | --------------------------------------------------------------- |
| 1995 | Guesch Patti            | Blonde                             | produkce, autor písní, kytara, baskytara, programování, aranžmá |
| 1996 | Lio                     | Wandatta                           | bicí, perkuse, aranžmá, autor písní                             |
| 1997 | Peter Kingsbery         | Pretty Ballerina                   | produkce, bicí, perkuse, baskytara, kytara                      |
| 1998 | Lou                     | http://www.musique.net/lou         | produkce, aranžmá, nástroje                                     |
| 1999 | Dream City Film Club    | Stranger Blues                     | mixing                                                          |
| 2000 | Placebo                 | Black Market Music                 | programování                                                    |
| 2002 | Tram                    | A Kind of Closure                  | produkce, mixing                                                |
| 2002 | Trash Palace            | Positions                          | produkce, autor písní                                           |
| 2003 | John Cale               | 5 Tracks                           | produkce                                                        |
| 2003 | John Cale               | HoboSapiens                        | samplování                                                      |
| 2006 | Placebo                 | Meds                               | produkce                                                        |
| 2007 | Sophie Ellis-Bextor     | Trip the Light Fantastic           | produkce, autor písní                                           |
| 2007 | Pravda                  | A L'Ouest                          | mixing                                                          |
| 2009 | Ghinzu                  | Mirror Mirror                      | produkce                                                        |
| 2011 | Sophie Ellis-Bextor     | Make a Scene                       | produkce, autor písní                                           |
| 2011 | Nicola Roberts          | Cinderella's Eyes                  | produkce, autor písní                                           |
| 2013 | Charli XCX              | True Romance                       | produkce, autor písní                                           |
| 2014 | Marianne Faithfullová   | Give My Love to London             | produkce                                                        |
| 2017 | Blondie                 | Pollinator                         | spoluautor písně                                                |
| 2018 | Ghost                   | Prequelle                          | spoluautor písně                                                |
| 2018 | Typh Barrow             | Raw                                | produkce                                                        |
| 2018 | Matt Cardle             | Time to Be Alive                   | produkce, programování, syntezátory, klavír                     |
| 2019 | Halocline               | Troubled Waters                    | produkce, mixing                                                |
| 2019 | Andreya Triana          | Life in Colour                     | produkce, autor písní, instrumentace                            |
| 2019 | Marie-Claire Buzy       | Cheval Fou                         | produkce                                                        |
| 2019 | Yarol Poupaud           | Yarol                              | produkce                                                        |
| 2019 | Iris Gold               | Planet Cool                        | produkce                                                        |
| 2019 | Luke                    | Porcelaine                         | produkce, programování, mixing, nástroje                        |
| 2020 | Spector                 | Non-Fiction                        | produkce, mixing                                                |
| 2020 | Loïc Nottet             | Sillygomania                       | autor písně                                                     |
| 2021 | Black Honey             | Written & Directed                 | produkce                                                        |
| 2021 | Annakin                 | The Light Before Love Disappears   | produkce                                                        |
| 2021 | Louis Arlette           | Arbre de vie                       | produkce, nahrávání                                             |
| 2022 | Purple Disco Machine    | Exotica                            | produkce, autor písně                                           |
| 2022 | Fiona Brice             | And You Know I Care                | produkce                                                        |
| 2023 | Reverend and the Makers | Heatwave in the Cold North         | produkce, autor písně                                           |
| 2023 | Girli                   | Why Am I Like This??               | produkce, autor písně                                           |
| 2023 | Spector                 | Here Come the Early Nights         | produkce                                                        |
| 2024 | The Libertines          | All Quiet on the Eastern Esplanade | produkce                                                        |